# Majorero (fromage)
Le majorero, ou queso majorero, est un fromage espagnol au lait de chèvre (parfois complété de lait de brebis) fabriqué sur l'île de Fuerteventura, dans les Canaries. Il est protégé à l'échelle européenne par une appellation d'origine protégée depuis 1996.

## Description
Le majorero se présente sous forme de tomes cylindriques de 6 à 9 cm de hauteur et de 15 à 35 cm de diamètre, dont le poids est compris entre 1 et 9 kg. Le majorero a une pâte compacte de couleur blanche qui peut parfois comporter de petits trous. Sa saveur est acidulée et peut être légèrement piquante suivant le degré d'affinage. La croûte affiche des motifs imprimés par le moule, traditionnellement en feuilles de palmier tressées, sur la tranche. Le label du fabricant est apposé sur les faces supérieure et inférieure. La couleur de la croûte peut varier puisqu'elle est parfois frottée avec du piment, de l'huile ou de la farine de maïs grillé.
Les majoreros sont dits : 
- jeunes pour un affinage d'une semaine à 20 jours,
- mi-vieux pour un affinage entre 20 jours et 2 mois,
- vieux pour un affinage de plus de 2 mois.

Le majorero a une teneur en matière grasse d'environ 33% et une teneur en protéine d'environ 25%.

## Nom
Le nom majorero vient de majorata, le nom donné aux habitants de l'île de Fuerteventura.

## Fabrication
Le majorero est fabriqué à partir de lait de chèvres de race majorera, élevés dans les six communes de l'île de Fuerteventura, dans les Canaries: Antigua, Betancuria, La Oliva, Pájara, Puerto del Rosario et Tuineje. Le lait n'est pas pasteurisé mais simplement filtré. On peut y ajouter jusqu'à 15% de lait de brebis pour les fromages destinés à être affinés.
Le lait est caillé à une température entre 28 et 32 °C durant environ une heure. La présure provocant le caillage est issue de chevreaux. Le caillé est ensuite découpé jusqu'à obtenir un grain de 5 à 15 mm de diamètre selon que le fromage sera affiné ou mangé jeune. Vient ensuite le délaitage : le fromage est pressé pour en extraire le petit lait, donnant une pâte semi-pressée. Traditionnellement, le moulage se fait dans des moules (pleitas) en feuilles de palmiers tressées qui impriment un motif caractéristique sur la croûte du fromage. Aujourd'hui ces moules sont souvent remplacés par des moules en plastiques ou en acier inoxydable qui imitent le motif traditionnel de la pleita en feuilles de palmiers. Le fromage est salé au sel de mer, puis affiné au minimum une semaine dans des locaux aérés où il est régulièrement retourné et nettoyé. La croûte peut être frottée avec du piment, de l'huile ou de la farine de maïs grillée.